# اعتقال رميسة أوزتورك
اعتقال رميسة أوزتورك في 25 مارس 2025، ألقي القبض على الطالبة البالغة من العمر 30 عامًا بجامعة تافتس، رميسة أوزتورك، من قبل ستة عملاء ملثمين بملابس مدنية من وزارة الأمن الداخلي الأمريكية (DHS)، بالقرب من منزلها في سومرفيل، ماساتشوستس ، وتم نقلها في سيارة بدون علامات. وبحسب ما ورد، تم نقلها عبر سلسلة من مراكز الاحتجاز التابعة لإدارة الهجرة والجمارك الأمريكية (ICE) - أولاً في ماساتشوستس، ثم نيو هامبشاير، وفيرمونت، وأخيراً لويزيانا.
كان أوزتورك، وهو مواطن تركي، قد دخل الولايات المتحدة بتأشيرة طالب من نوع F-1. شاركت في تأليف مقال في صحيفة Tufts Daily، وهي الصحيفة الطلابية، انتقدت فيه رد فعل الجامعة على قرارات مجلس الشيوخ في اتحاد مجتمع تافتس (TCU) بشأن الحرب المستمرة في غزة . تم كتابة المقال من قبل أربعة طلاب وأقره 32 طالبًا آخرين. ويعتقد زملاؤها الطلاب أنها كانت مستهدفة بسبب مشاركتها في القطعة. بعد اعتقالها، أصدرت دائرة الهجرة والجمارك بيانًا اتهمتها فيه بدعم حماس، دون تقديم أي أدلة. وأكدت وزارة الأمن الداخلي في وقت لاحق أن تأشيرة الدراسة الخاصة بها قد تم إلغاؤها. في التاسع من مايو/أيار، أُطلق سراح أوزتورك لمواصلة دراستها، في انتظار القرار النهائي بشأن ادعائها بأنها احتُجزت بشكل غير قانوني في أعقاب مقال رأي شاركت في كتابته العام الماضي انتقد رد فعل المدرسة على حرب إسرائيل في غزة. أثار اعتقال أوزتورك ردود فعل واسعة النطاق من جانب المسؤولين الحكوميين وغيرهم. واتهم البعض إدارة ترامب باستهداف الطلاب بسبب آرائهم السياسية دون اتباع الإجراءات القانونية الواجبة، في حين وصفها آخرون بأنها انتهاك للحريات المدنية. وأثارت الحادثة أيضًا احتجاجات في جامعة تافتس وفي جميع أنحاء ولاية ماساتشوستس. وشارك في المظاهرة آلاف الأشخاص، من بينهم عمدة بوسطن ميشيل وو.

## رميسا أوزتورك
أوزتورك، 30 عامًا، طالبة دكتوراه في جامعة تافتس؛ وهي طالبة في برنامج دراسة الطفل والتنمية البشرية في الجامعة. وفقًا لملفها الشخصي على LinkedIn الذي تم حذفه الآن، فقد حصلت سابقًا على درجة الماجستير من كلية المعلمين بجامعة كولومبيا وكانت باحثة فولبرايت، وعملت سابقًا كمساعدة بحثية في جامعة بوسطن. هي مواطنة تركية وجاءت للدراسة في الولايات المتحدة بتأشيرة طالب F-1.  وبحسب محامي أوزتورك، فقد تم القبض عليها أثناء سيرها لمقابلة أصدقائها بعد صيام شهر رمضان . صرح شقيق أوزتورك، عاصم، في منشور على موقع X ، أنه يعتقد أنها كانت مستهدفة من قبل إدارة ترامب كجزء من " حملة شعواء " ضد "أولئك الذين يدعمون فلسطين"؛ وأضاف أنها لم تشارك أبدًا في أي "عمل استفزازي أو عدواني" لدعم معتقداتها المؤيدة للفلسطينيين. قال أصدقاء وزملاء أوزتورك إنها "لم تكن متورطة بشكل وثيق في الاحتجاجات المؤيدة للفلسطينيين" في الحرم الجامعي وأن المقال الذي شاركت في تأليفه كان نشاطها المعروف الوحيد.  وكتبت مجموعة أوقفوا معاداة السامية ، دون تقديم أي دليل، أنها قادت فعاليات مؤيدة لفلسطين في الحرم الجامعي.
في مارس 2024، قبل عام واحد من احتجازها، شاركت أوزتورك في كتابة مقال في صحيفة الجامعة The Tufts Daily ، بعنوان "حاول مرة أخرى، الرئيس كومار: دعوات متجددة لتافتس لاعتماد قرارات مجلس الشيوخ في TCU في 4 مارس". دعت المقالة الجامعة إلى تبني قرارات مجلس شيوخ اتحاد مجتمع تافتس للاعتراف "بالإبادة الجماعية الفلسطينية" والابتعاد عن الشركات التي لها علاقات مع إسرائيل بسبب الصراع في غزة؛ وقد كتب المقال أربعة طلاب وأيدته 32 طالبًا آخرين. جاء في المقال: "تتضمن الاتهامات الموثوقة الموجهة لإسرائيل روايات عن تجويع متعمد ومجازر عشوائية بحق المدنيين الفلسطينيين، وإبادة جماعية محتملة". بعد نشر المقال، نُشر اسم أوزتورك وصورتها وسجل عملها على موقع "كناري ميشن"، وهي منظمة مؤيدة لإسرائيل تصف نفسها بأنها توثق الأشخاص الذين "يروّجون لكراهية الولايات المتحدة وإسرائيل واليهود في حرم الجامعات الأمريكية الشمالية". ويعتقد أصدقاء أوزتورك أنها استُهدفت بسبب هذه الحادثة.
وصف أحد أصدقاء أوزتورك بأنها "لطيفة ولطيفة ورقيقة"، وهو ما جعل اعتقالها من قبل دائرة الهجرة والجمارك أكثر "صدمة"، حسب قوله. كما ذكر صديقها أنها كانت "هادئة الحديث" ولم تكن أبدًا "تمييزية تجاه أي شخص"؛ وقال أيضًا إنه لم يسمعها أبدًا تستخدم ألفاظًا بذيئة. نشر قسم التنمية البشرية بجامعة تافتس تحية لها بعد اعتقالها، ووصف أوزتورك بأنها "عضوة قيّمة في مجتمعنا" والتي "شعرنا بعمق بصدقها ورعايتها للآخرين هنا في تافتس". صرحت ريان بيلج، أستاذة مساعدة في علم النفس بجامعة نورث إيسترن والتي تعرف أوزتورك منذ عقود، أنها انهارت بالبكاء بعد أن علمت باعتقال أوزتورك.
بحسب تقرير حكومي صدر عن مصادر مجهولة في مارس/آذار 2025 وكُتب قبل أيام من اعتقال أوزتورك، فإن وزارة الخارجية الأمريكية لم تجد أدلة على انخراط أوزتورك في معاداة السامية أو دعم المنظمات الإرهابية. وذكر التقرير أيضًا أن البحث في قواعد بيانات الحكومة الأمريكية عن أوزتورك لم يقدم أي معلومات تتعلق بالإرهاب، وبسبب عدم وجود أدلة، لم يكن لدى وزارة الخارجية ووزير الخارجية ماركو روبيو أسباب كافية لإلغاء تأشيرتها. وبحسب نسخة من تقرير آخر، أوصت وزارة الأمن الداخلي بإلغاء تأشيرة أوزتورك بموجب بند في قانون الهجرة والجنسية يتطلب من وزير الخارجية أن يكون لديه "أسباب معقولة" للاعتقاد بأن وجود شخص ما يشكل "عواقب سياسية سلبية على الولايات المتحدة". أظهرت وثيقة منفصلة أن إلغاء تأشيرة أوزتورك سيكون "صامتًا"، مما يعني أنها لن يتم إبلاغها بذلك.

## الاحتجاز
قبل عدة أيام من احتجاز أوزتورك، ألغت وزارة الأمن الداخلي تأشيرة دراستها دون إخطارها. في 27 مارس 2025، غادرت أوزتورك منزلها لمقابلة أصدقائها في سومرفيل لتناول الإفطار ، وهي وجبة إسلامية خلال شهر رمضان. وأظهرت لقطات كاميرات المراقبة في الحي أنها كانت تمشي في الشارع وهي ترتدي الحجاب ومعطفًا أبيض. وظهر رجل يرتدي ملابس غير رسمية وهو يلوح لها قبل أن يقف في طريقها لمنعها من الابتعاد. حاولت أن تتحرك من جانبه، لكنه أوقفها مرة أخرى ودخل في محادثة قصيرة قبل أن يمسك بيديها. ثم توجه رجل آخر نحوها وأخرج شارة شرطة مخفية على حبل قبل أن يأخذ هاتفها الذكي. وبينما اقترب منها المزيد من الأشخاص بملابس مدنية، صرخت وسألت: "ماذا يحدث؟" قال رجل بملابس مدنية: "نحن الشرطة، اهدأي". هدأها آخر قائلًا: "حسنًا، لا بأس". ثم أخذوا حقيبتها وقيدوها بالأصفاد. يُسمع أحد المارة وهو يقول: "هل هذا اختطاف؟" ويُرى رجال بملابس مدنية يردّون عليه: "نحن الشرطة"، فيردّ المارة: "لا تبدون كذلك. لماذا تُخفون وجوهكم؟"
ثم رافق أوزتورك ستة ضباط بملابس مدنية. – ثلاثة رجال وثلاث نساء – إلى سيارة رياضية سوداء غير مميزة قبل الانطلاق. طوال 24 ساعة، كان مكانها مجهولاً للجميع، بما في ذلك محاميها. في 26 مارس، أُبلغ أنها محتجزة في مركز احتجاز تابع لدائرة الهجرة والجمارك في باسيل، لويزيانا. يقع المرفق على 1,500 ميل (2,400 كـm) بعيدًا عن منزلها؛ تم نقل أوزتورك إلى هناك على الرغم من أمر المحكمة الصادر بعد ست ساعات من احتجازها والذي منعها من النقل خارج ماساتشوستس دون إشعار مسبق لمدة 48 ساعة. تعاني أوزتورك من الربو؛ ويقال إنها أصيبت بنوبة ربو أثناء نقلها بواسطة سلطات إنفاذ القانون إلى لويزيانا. وبحسب محاميها، أثار هذا الحادث مخاوف بشأن نوبات الربو التي قد تعاني منها في المستقبل. وأضاف أنها لم تُتهم بأي جريمة وأنها كانت مستهدفة فقط بسبب مقالة في صحيفة Tufts Daily شاركت في تأليفها.  بعد اعتقالها، أصدر متحدث باسم وزارة الأمن الداخلي بيانًا يؤكد اعتقال أوزتورك وإنهاء تأشيرتها، قائلاً إنهم وجدوا أدلة على انخراط أوزتورك في أنشطة دعمًا لحركة حماس، التي صنفتها الولايات المتحدة كجماعة إرهابية. وأضاف أن دعم الإرهابيين هو سبب لإنهاء التأشيرة، على الرغم من أنه لم يقدم أي دليل على دعمها لحماس. وذكرت صحيفة واشنطن بوست في وقت لاحق أن مذكرة صادرة عن وزارة الخارجية الأمريكية قبل اعتقال أوزتورك "تثير الشكوك حول مزاعم إدارة ترامب بأنها تدعم حماس".
عملت الحكومة التركية بشكل نشط على إطلاق سراح أوزتورك من الاحتجاز لدى دائرة الهجرة والجمارك. في 28 مارس 2025، زار القنصل العام التركي في هيوستن مركز الاحتجاز التابع لإدارة الهجرة والجمارك في لويزيانا حيث كانت محتجزة. وبحسب المتحدث باسم وزارة الخارجية التركية، أونجو كيسيلي، فقد تم إحالة طلباتها ومطالبها هناك إلى السلطات المحلية ومحاميها. وقال أيضًا إن القنصل العام سيزورها مرة أخرى وأنها تحصل على الدعم القنصلي والقانوني من البعثات الدبلوماسية التركية في الولايات المتحدة.
في 22 أبريل/نيسان 2025، قام وفد مكون من خمسة أعضاء من الكونجرس بزيارة مركز الاحتجاز في لويزيانا حيث كانت محتجزة. وكان الوفد برئاسة عضو الكونجرس الأمريكي تروي كارتر ، قد سافر أولاً إلى مدينة جينا حيث يحتجز محمود خليل ، وهو طالب آخر معتقل مؤيد للفلسطينيين، ثم بعد ساعتين سافر الوفد إلى مدينة باسيل حيث يحتجز أوزتورك. وضم الوفد الممثلين الأميركيين بيني تومسون ، وأيانا بريسلي ، وجيم ماكجفرن ، والسيناتور إد ماركي. وقال أعضاء الوفد بعد الزيارة إن المعتقلين الذين التقوا بهم اشتكوا من نقص الرعاية الطبية والغذاء والإقامة الدينية. قال جيم ماكجفرن إن محمود خليل ورميسة أوزتورك "سجينان سياسيان" لإدارة ترامب. أثناء المحادثة مع الوفد، كان أوزتورك يرتدي زي السجن البرتقالي، وهو ما يدل على أدنى مستوى من التهديد الأمني. أثناء حديثها مع أيانا بريسلي، وصفت أوزتورك الرعاية الطبية السيئة، ونوبات الربو المستمرة، والظروف الصحية السيئة. وفي وقت لاحق، وصف مسؤولون من دائرة الهجرة والجمارك ادعاءات أوزتورك بأنها "كاذبة بشكل لا لبس فيه". وفي بيان له، قال المتحدث باسم دائرة الهجرة والجمارك الأمريكية: "لقد قدمت دائرة الهجرة والجمارك الأمريكية للسيدة أوزتورك الرعاية والخدمات الطبية السريعة، ولم تتقدم بأي شكاوى بشأن الرعاية الطبية المتأخرة".
في 9 مايو 2025، تم إطلاق سراح أوزتورك من منشأة ICE بكفالة بعد أن حكم القاضي ويليام ك سيشنز بأنها لا تشكل خطراً على المجتمع ولا تشكل خطراً على الهروب. وقالت المحكمة أيضًا إنها مسموح لها بالعودة إلى مقر إقامتها في ماساتشوستس دون أي قيود على السفر.

## الإجراءات القانونية
في 29 مارس/آذار، حظرت القاضية الفيدرالية في ماساتشوستس، إنديرا تالواني، ترحيلها إلى تركيا مؤقتًا، وأعطت السلطات الأمريكية أربعة أيام حتى الأول من أبريل/نيسان للرد على "شكوى محدثة" قدمها محامو أوزتورك.
في الأول من أبريل/نيسان 2025، كشفت الحكومة الفيدرالية عن عدد من الوثائق السرية المتعلقة باحتجازها واعتقالها رداً على أمر التلواني بتقديم معلومات حول الجدول الزمني لاعتقالها. وبحسب الوثائق، تم اعتقال أوزتورك في حوالي الساعة 5:15 مساءً (على الأرجح بالتوقيت الصيفي الشرقي ) وتم نقله من سومرفيل تحت حراسة دائرة الهجرة والجمارك. في الساعة 6:36 مساءً، تم نقلها إلى لبنان، نيو هامبشاير ، ثم إلى مكتب ICE الميداني في سانت ألبانز، فيرمونت في الساعة 10:28 مساءً. في المساء، تم تعيين المحامية مهسا خانباباي من قبل أوزتورك وقدمت على الفور شكوى نيابة عنها إلى مقاطعة ماساتشوستس في حوالي الساعة 10:01 مساءً. بينما كانت أوزتورك في فيرمونت، تم إصدار إشعار لها بالمثول أمام محكمة لويزيانا في 7 أبريل. تم نقلها بعد ذلك إلى مطار بيرلينجتون في الساعة 4:00 صباحًا، وغادرت في الساعة 5:31 صباحًا ووصلت إلى الإسكندرية، لويزيانا ، في الساعة 2:35 مساءً (من المفترض بالتوقيت المركزي الصيفي )، وتم نقلها لاحقًا إلى مركز الهجرة في جنوب لويزيانا في باسيل. وذكرت الحكومة الفيدرالية أن دائرة الهجرة والجمارك قررت عدم وجود أسرة متبقية لأوزتورك في أي من مرافق الاحتجاز التابعة لها في نيو إنجلاند وقررت نقلها إلى لويزيانا قبل إلقاء القبض عليها. وذكرت أيضًا أن عمليات النقل خارج الولاية تتم بشكل روتيني. واتهم محامو أوزتورك الحكومة بمحاولة "إحباط قدرة المحامي على تقديم التماس أمر المثول أمام القضاء نيابة عنها" عن طريق نقلها بسرعة إلى أماكن بعيدة في ولايات متعددة. عقد قاضي فيدرالي في بوسطن جلسة استماع في المحكمة في 10 أبريل.
في 3 أبريل/نيسان 2025، قرأ محامي أوزتورك بيانًا نيابة عنها خارج المحكمة الفيدرالية في بوسطن بعد جلسة استماع في المحكمة بشأن ما إذا كان من الممكن بقاء الدعوى القضائية ضد احتجازها في ماساتشوستس على الرغم من احتجازها في لويزيانا. وجاء في بيان أوزتورك: "إن الجهود المبذولة لاستهدافي بسبب مقالتي في صحيفة تافتس ديلي والتي دعوت فيها إلى المساواة في الكرامة والإنسانية لجميع الناس لن تمنعني من التزامي بالدفاع عن حقوق الشباب والأطفال". صرحت أدريانا لافاييل، إحدى محاميات أوزتورك، بأن السبب الوحيد لنقلها إلى لويزيانا هو أن الحكومة "كانت تحاول توجيه القضية خارج نيو إنجلاند من خلال نقل العارضة إلى المحكمة التي تختارها". في 4 أبريل 2025، أمرت القاضية دينيس كاسبر بنقل قضية أوزتورك من لويزيانا إلى فيرمونت. وبحسب قولها، يجب احتجاز أوزتورك في فيرمونت لأنها كانت محتجزة هناك في السابق، بينما قدم محاموها، الذين لا يعرفون مكان وجودها، التماسا للإفراج عنها في بوسطن. وقالت كاسبر أيضًا إن أمرها بمنع ترحيل أوزتورك سيظل ساريًا ما لم تأمر المحكمة المحولة بخلاف ذلك.
في 8 أبريل/نيسان 2025، طلب محامي أوزتورك، رمزي قاسم، من القاضي إطلاق سراحها من الاحتجاز حتى تتمكن من استئناف دراستها. وقال أيضًا إن المحكمة سُمح لها بالإفراج عنها لأنها لا تشكل أي خطر على الجمهور أو على الهروب. وقد استجاب القاضي الفيدرالي ويليام ك. سيشينز، الذي يرأس قضية أوزتورك في فيرمونت، للأمر بتأجيل اتخاذ القرار بشأن إمكانية إطلاق سراحها بكفالة. وقال إنه يجب عليه أولاً تحديد ما إذا كان لديه اختصاص قضائي للحكم في التماس أوزتورك قبل النظر في طلبها بالإفراج. وقال أيضا إن قضية أوزتورك كانت "غير عادية" وطلب من الطرفين جمع وتقديم أدلة إضافية. وقد حدد موعدًا لجلسة استماع ثانية للمحكمة في 14 أبريل.
في 11 أبريل/نيسان 2025، أصبح معلوماً أن أوزتورك روت تجربة اعتقالها في إعلان تحت القسم قدمته هي ومحاميها في 25 مارس/آذار. وبحسب قولها، فقد اعتقدت في البداية أنها تعرضت للاختطاف من قبل أشخاص تابعين لبعثة كناري وليس من قبل جهات إنفاذ القانون . وكانت تتحدث مع والدتها عبر الهاتف أثناء اعتقالها. وبينما كانت مكبلة اليدين، طلبت من أحد الضباط أن يريها شارته، لكنها لم تتمكن من قراءتها. وبمجرد أن رافقوها إلى السيارة غير المميزة، سألتهم من هم وإلى أين سيأخذونها. وأبلغها الضباط باعتقالها، دون الكشف عن الأسباب. وفي وقت لاحق، توقفت السيارة التي كانت تقلها في موقف السيارات . تم إخراجها من السيارة وتقييدها بالأغلال من قدميها وبطنها. طلبت التحدث مع محاميها لكن الضباط رفضوا. ثم وضعوها في سيارة أخرى مع فريق مختلف من الضباط وقادوها إلى موقف سيارات آخر خارج مبنى المكاتب. وسألت أحد الضباط إذا كانت "آمنة جسديًا" فأجابها قائلاً: "نحن لسنا وحوشًا" و"نحن نفعل ما تمليه علينا الحكومة". وأبلغها أحد الضباط لاحقًا أنها ستُنقل إلى فيرمونت، لأنه لا توجد مراكز احتجاز للنساء في ماساتشوستس.
عندما وصلت إلى فيرمونت، تم وضعها في زنزانة صغيرة بدون سرير. وبينما كانت نائمة، جاء إليها عملاء عدة مرات وسألوها عن رغبتها في التقدم بطلب اللجوء وما إذا كانت عضوًا في منظمة إرهابية. وبحسب قولها، حاولت أن تكون مفيدة وتجيب على جميع الأسئلة، لكنها كانت متعبة للغاية لدرجة أنها لم تفهم ما كان يحدث. وأبلغ العملاء بعد ذلك أوزتورك أنه سيتم نقلها إلى لويزيانا. أخبرها أحد العملاء: "أتمنى أن نعاملك باحترام". وفي اليوم التالي، أثناء نقلها عبر مطار أتلانتا ، أصيبت بنوبة ربو واستخدمت جهاز الاستنشاق . طلبت من أحد الضباط المزيد من الأدوية لعلاج نوبات الربو التي تعاني منها، وقيل لها إنه لا يوجد مكان لشرائها وأنها ستحصل عليها بمجرد وصولهم إلى لويزيانا. وقالت أوزتورك إنها عانت لاحقًا من نوبات ربو متعددة أخرى في مركز احتجاز في لويزيانا، وكانت إحداها على الأقل بسبب "الرطوبة في زنزانتها". بعد نوبة الربو الأولى، تم نقلها إلى مركز طبي، حيث ادعت أن الممرضة أزالت حجابها دون إذن. أما الاعتداء الثاني فقد وقع في زنزانتها التي كانت تعيش فيها مع عدة نساء أخريات. وبعد الهجوم الثالث، ذكرت أوزتورك أنها لم تطلب الذهاب إلى المركز الطبي على الرغم من أنها كانت "تعاني من الألم والخوف الشديد". كانت الزنزانة التي وضعت فيها أوزتورك تتسع رسميًا لـ 14 شخصًا، لكنها كانت واحدة من 24 شخصًا يعيشون في هذه الزنزانة. وصفت أوزتورك ظروف زنزانتها بأنها "غير صحية وغير آمنة وغير إنسانية على الإطلاق". وقالت أيضًا إنها لم يُسمح لها بالخروج خلال الأسبوع الأول من احتجازها، وكانت قدرتها على الوصول إلى الطعام والماء محدودة لمدة أسبوعين.
في 14 أبريل 2025، ظهر محامو أوزتورك في جلسة الاستماع المقررة لها في محكمة اتحادية تقع في برلنغتون، فيرمونت. وقد زعموا، بالتعاون مع الاتحاد الأمريكي للحريات المدنية ، أن اعتقالها كان غير دستوري، مما أدى إلى احتجازها في لويزيانا. وطلب المحامون من المحكمة إطلاق سراحها فورًا من الحجز أو إعادتها إلى فيرمونت لإجراءات أخرى. كما زعموا أن سجل أوزتورك الحالي كان كافياً لإطلاق سراحها بكفالة، وأضافوا أن الحكومة كان لديها العديد من الفرص لتقديم أدلة ضد إطلاق سراحها بكفالة، لكنها فشلت. وقال المحامون إنه لا يوجد سبب للاعتقاد بأن الحكومة ستقدم أدلة جديدة لدحض دعواهم، من شأنها أن تثبت أن أوزتورك لديه المتطلبات اللازمة للإفراج عنه. استغرقت جلسة المحكمة ما يقرب من ثلاث ساعات. وذكر المحامون من كلا الجانبين أنهم سيحتاجون إلى مزيد من التشاور لتقديم تفاصيل حول مقدار الوقت اللازم لجلسة المحكمة التالية. وقال القاضي سيشينز، الذي كان يرأس الجلسة، إنه سيأخذ في الاعتبار حجج الحكومة الفيدرالية والمحامين. وقال إنه قد يأخذ القضية ضمن اختصاصه ويحدد موعد جلسة استماع للنظر في إطلاق سراح أوزتورك في مايو/أيار.
في جلسة استماع بشأن الكفالة في 17 أبريل في لويزيانا، رفض قاضي الهجرة الكفالة، وحكم بأنها "تشكل خطرًا على الهروب" و"خطرًا على المجتمع". وقال مارتي روزنبلوث، أحد محامي أوزتورك، إن هذا الحكم كان "انتهاكًا كاملاً للإجراءات القانونية الواجبة وسيادة القانون". في 18 أبريل، أمر القاضي سيشينز بإعادة أوزتورك إلى فيرمونت في موعد لا يتجاوز الأول من مايو وحدد جلسة استماع للإفراج عنه بكفالة في 9 مايو. ووصف محامو أوزتورك الحكم بأنه "انتصار"، وقالوا إن الحكومة الفيدرالية تحاول التلاعب بالمكان الذي ستُعقد فيه جلسات الاستماع في القضية لزيادة فرص تحقيق النتيجة التي تفضلها. وفي وقت لاحق، في 22 أبريل/نيسان، استأنفت الحكومة الفيدرالية حكم القاضي. تم تقديم الاستئناف من قبل مساعد المدعي العام الأمريكي مايكل دريشر.
في 29 أبريل 2025، أوقفت لجنة من القضاة الفيدراليين من محكمة الاستئناف للدائرة الثانية مؤقتًا عودة أوزتورك إلى فيرمونت من أجل النظر في التحديات التي قدمتها إدارة ترامب لإبقائها في لويزيانا، وحددت جلسة استماع في 6 مايو. وقد عارض محامو أوزتورك الحكم، قائلين: "في الممارسة العملية، قد يستمر هذا التوقف المؤقت لعدة أشهر". وبحسب القنصل العام التركي أحمد أكينتي، فقد تم تأجيل الجلسة إلى 20 مايو لأسباب غير معروفة.
في 6 مايو/أيار 2025، استمعت هيئة مكونة من ثلاثة قضاة إلى حجج الحكومة الفيدرالية لإبقاء رميسا أوزتورك ومحسن مهداوي ، وهو طالب آخر معتقل مؤيد للفلسطينيين، رهن الاحتجاز. أمضى القضاة ما يقرب من ساعة في استجواب محاميي المعتقلين ومحامي وزارة العدل الأمريكية درو إنساين. وفي اليوم التالي، منح القضاة الحكومة أسبوعًا لنقل أوزتورك إلى فيرمونت.
في 9 مايو، أمر القاضي سيشينز بالإفراج الفوري عنها من احتجاز دائرة الهجرة والجمارك بكفالة. وقال في نهاية جلسة الاستماع التي استمرت ثلاث ساعات إن أوزتورك أثارت ادعاءات "جوهرية للغاية" و"مهمة للغاية" بأن حقوقها المنصوص عليها في التعديل الأول والإجراءات القانونية الواجبة قد انتهكت عندما تم احتجازها من قبل إدارة الهجرة والجمارك وأن الحكومة فشلت في تقديم أي دليل يدعم استمرار احتجازها. وقالت المحكمة إنها تستطيع الآن العودة إلى مقر إقامتها في سومرفيل بولاية ماساتشوستس دون قيود على السفر أو مراقبة من قبل إدارة الهجرة والجمارك لأنها لا تشكل خطرًا على الرحلة. في مقابلة مع مراسلي الأخبار، قال أوزتورك: "شكرًا جزيلاً لكم. أنا متعب قليلاً، لذلك سأحصل على بعض الوقت للراحة". وقالت محامية أوزتورك، مهسا خانباباي، في بيان إنها شعرت "بالارتياح والسعادة" إزاء قرار القاضي. وعلى الرغم من إطلاق سراحها، فإن إجراءات الهجرة في لويزيانا وفيرمونت ستستمر بشكل منفصل، وقد تشارك فيها عن بعد.

## ردود الفعل

### جامعة تافتس
قال رئيس جامعة تافتس سونيل كومار إن الجامعة تلقت تقارير عن احتجازها من قبل السلطات الفيدرالية في مبنى سكني خارج الحرم الجامعي. وقال إن الجامعة على اتصال بالمسؤولين المنتخبين المحليين والفيدراليين وأعرب عن أمله في "أن تتاح لرميسة الفرصة للاستفادة من حقوقها في الإجراءات القانونية الواجبة". وقال أيضًا إن جامعة تافتس تقف إلى جانب طلابها المسلمين.  وفي الأول من أبريل/نيسان، قدم إعلانًا إلى المحكمة لدعم أوزتورك وطلبها الإفراج عنها وإعادتها إلى ماساتشوستس. صرح كومار أن جامعة تافتس ليس لديها معلومات تدعم الاتهامات بأنها تدعم حماس.   كان إعلان كومار بمثابة المرة الأولى التي تدافع فيها الجامعة علنًا عن أحد طلابها في المحكمة.
في 10 مايو/أيار، بعد إطلاق سراح أوزتورك بكفالة، هنأها مايك رودمان، المتحدث باسم جامعة تافتس، وقال إن الجامعة "سعيدة" بقبول المحكمة لطلبها بالإفراج عنها بكفالة، وأنها تتطلع إلى الترحيب بها مرة أخرى في الحرم الجامعي لاستئناف دراستها. وقال أيضًا إن رميسة "طالبة حسنة السمعة" ولا يوجد شيء في مقال الرأي الذي شاركت في تأليفه مع آخرين في 26 مارس 2024 في صحيفة Tufts Daily ينتهك سياسة التجمعات والاحتجاجات والمظاهرات في الجامعة أو إعلانها بشأن حرية التعبير. وقال أيضًا إنه يأمل أن تتمكن من الانضمام مجددًا إلى مجتمع تافتس في أقرب وقت ممكن.

### المجتمع المدني
قدمت محامية أوزتورك، مهسا خانباباي، التماسًا إلى اتحاد الحريات المدنية الأمريكية، مطالبة بالإفراج الفوري عنها. في بيان لها، قالت: "إن تجربة رميسا أوزتورك صادمة وقاسية وغير دستورية. لم نتمكن من تحديد مكانها لمدة 24 ساعة تقريبًا، ورغم صدور أمر قضائي بمنع الحكومة من إخراجها من ماساتشوستس، علمنا أخيرًا أن إدارة ترامب قد أرسلتها إلى لويزيانا".  وزعم الفريق القانوني لأوزتورك أن اعتقالها واحتجازها ينتهك التعديلين الأول والخامس لدستور الولايات المتحدة، وأنها لم تتلق أي إشعار بشأن إلغاء تأشيرة دراستها.  تمت مراجعة قضيتها القانونية من قبل محكمة فيدرالية.
في 11 أبريل/نيسان 2025، أدانت مجموعة من 27 منظمة ومعبدًا يهوديًا في جميع أنحاء الولايات المتحدة اعتقال أوزتورك. وذكرت المنظمات أن احتجاز أوزتورك وترحيلها في المستقبل بسبب خطابها "ينتهك أبسط الحقوق الدستورية"، مثل حرية التعبير . قالوا أيضًا إن الحكومة "تستغل المخاوف المشروعة لليهود الأمريكيين بشأن معاداة السامية كذريعة لتقويض الركائز الأساسية للديمقراطية الأمريكية، وسيادة القانون، والحقوق الأساسية لحرية التعبير والنقاش الأكاديمي التي بُنيت عليها هذه الأمة".  وضمت المجموعة معابد يهودية من ويست نيوتن، ماساتشوستس ، وسان فرانسيسكو ، ونيويورك ، إلى جانب جيه ستريت ، وهي جماعة ليبرالية مؤيدة لإسرائيل.
في 9 مايو 2025، بعد إطلاق سراح أوزتورك من مركز الاحتجاز بكفالة ، استقبلتها حشود من المؤيدين، بما في ذلك نقابتها العمالية، الاتحاد الدولي لموظفي الخدمات. ألقى أوزتورك كلمة أمام الجمهور وشكرهم على دعمهم. قالت جيسي روسمان، مديرة اتحاد الحريات المدنية الأمريكية ، إنها وآخرين شعروا "بالراحة والامتنان" بعد إطلاق سراح أوزتورك.  قالت مهسا خان بابا، إحدى محاميات أوزتورك، في بيان: "للأسف، تأخر إطلاق سراحها 45 يومًا. لقد سُجنت طوال هذه الأيام لمجرد كتابة مقال رأي دعا إلى حقوق الإنسان وكرامة الشعب الفلسطيني. متى أصبح التشهير بالظلم جريمة؟ متى أصبح التشهير بالإبادة الجماعية سببًا للسجن؟" وأعرب والدا أوزتورك عن فرحتهما الغامرة بخبر إطلاق سراحها. وفي مقابلة مع وكالة الأناضول، قالت والدتها توبا أوزتورك: "نحن سعداء للغاية كعائلة. احتضنا بعضنا البعض وبكينا من الفرح".
في 10 مايو، ألقت رميسا أوزتورك كلمة في مؤتمر صحفي في مطار لوغان الدولي . وقالت للصحفيين إن أصدقاءها من جامعة تافتس قرأوا كتبها من هاتف أثناء سجنها في لويزيانا، وأنها متحمسة لبدء الدراسة مرة أخرى. ووصفت فترة احتجازها بأنها "فترة صعبة للغاية"، وأنها ممتنة لكل الدعم الذي حصلت عليه. وقالت أوزتورك إنها ستواصل النضال ضد ترحيلها في المحكمة، قائلة: "لدي ثقة في نظام العدالة الأمريكي". 

### السياسيون
أدانت عضوتا مجلس النواب الديمقراطيتان أيانا بريسلي وراشدة طليب احتجازها، واتهمتا إدارة ترامب بمهاجمة الحريات وزيادة القمع الحكومي. وصفت السيناتور إليزابيث وارن احتجاز أوزتورك واعتقاله بأنه "الأحدث في نمط مثير للقلق يهدف إلى قمع الحريات المدنية". طالبت هي، بالاشتراك مع عضو مجلس الشيوخ من ماساتشوستس إد ماركي ، منظمة HSI "بتوفير الرعاية الصحية التي تحتاجها رميسة على الفور" وتقديم أدلة قوية على سبب احتجازها في المقام الأول، وإذا لم تكن الأدلة قوية بما فيه الكفاية، فيجب إطلاق سراحها من الحجز واستعادة تأشيرتها. وصفت الممثلة أيانا بريسلي الحادث بأنه اختطاف وانتقدت حكومة ترامب لمهاجمتها "حرياتنا الأساسية"؛  كما أعلنت مجلة ذا نيو ريبابليك الحادث بأنه اختطاف أو اختطاف، وهو الوصف الذي استخدمته أيضًا مصادر أخرى.
في 22 أبريل/نيسان 2025، عقب زيارة وفد أمريكي مؤلف من خمسة نواب أمريكيين إلى مراكز الاحتجاز التي يُحتجز فيها أوزتورك وخليل ، صرّح جيم ماكغفرن ، أحد أعضاء الوفد، في مؤتمر صحفي : "أشعر بقلق بالغ من أن هذه الإدارة تُدشن عهدًا جديدًا من المكارثية. وما لم ينهض الكونغرس والشعب الأمريكي ويقاوما، فسينجحون". واتهم إد ماركي ، أحد أعضاء الوفد، إدارة ترامب بالسعي إلى "جعل محمود خليل ورميسة أوزتورك عبرة لغيرهم" في محاولة لتقييد حرية التعبير. وقال أيضًا: "روميسا أوزتورك ناخبةٌ لي، وهي باحثةٌ بارعةٌ وعضوٌ قيّمٌ في مجتمعنا في ماساتشوستس. ومثل روميسا، لم يرتكب محمود خليل أي جريمة، ويعاقبه دونالد ترامب لمجرد ممارسته حقه في حرية التعبير."  

### دولياً
ذكرت السفارة التركية أنها تراقب احتجازها عن كثب. وفي بيان لها، قالت السفارة: "نبذل كل جهد ممكن لتوفير الخدمات القنصلية والمساعدة القانونية اللازمة لحماية حقوق مواطنينا". في 27 مارس/آذار، وصف وزير العدل التركي يلماز تونتش احتجازها واعتقالها بأنه "غير مقبول". وأضاف أنها اعتقلت "لمجرد دعمها لفلسطين" وأنها تتعرض "لمعاملة ظالمة".  وأدان زعيم حزب الشعب الجمهوري المعارض أوزجور أوزيل اعتقال أوزتورك، كما فعل زعيم حزب الديمقراطية والتقدم علي باباجان.

## الاحتجاجات
في 25 مارس/آذار، احتج أكثر من 2000 طالب وعضو من المجتمع بالقرب من حرم جامعة تافتس ضد اعتقالها؛ وقد نظمت منظمة رفض الفاشية الاحتجاج. وفي بيان نُشر على موقع X ، وصفت المدعية العامة لولاية ماساتشوستس أندريا كامبل، التي شاركت لاحقًا في الاحتجاجات، اعتقالها بأنه "مقلق". وأضافت أيضًا: "بناءً على ما نعرفه الآن، فمن المثير للقلق أن تختار الإدارة الفيدرالية نصب كمين لها واحتجازها، مستهدفة على ما يبدو شخصًا ملتزمًا بالقانون بسبب آرائها السياسية".
في الأول من أبريل/نيسان، نظمت مجموعة من 200 طالب من تحالف تحرير فلسطين احتجاجا خارج قاعة بالو في جامعة تافتس، مطالبين بالإفراج عن أوزتورك. حمل الطلاب المتظاهرون لافتات تضمنت سبعة مطالب للجامعة، والتي تضمنت إدانة "اختطافها بسبب خطابها المؤيد لفلسطين" و"محو سجلات الانضباط الطلابي".
في الأول من أبريل/نيسان أيضاً، تجمعت مجموعة من 200 متظاهر، من بينهم كامبل؛ ورئيسة بلدية بوسطن ميشيل وو؛ وديفيد فولي، رئيس الاتحاد الدولي لموظفي الخدمات المحلي 509، الذي كان أوزتورك عضواً فيه؛ في وسط مدينة بوسطن واحتجوا على إطلاق سراح أوزتورك. وهتفت المجموعة: "أطلقوا سراح رميسة، أطلقوا سراحهم جميعا" و"بوسطن لن تتراجع أبدا أمام المتنمرين".
في الخامس من أبريل/نيسان، تجمع آلاف المتظاهرين في واشنطن العاصمة مطالبين بالإفراج عنها. كما احتجوا على دعم الولايات المتحدة لإسرائيل في حرب غزة. قد أيدت أكثر من 200 منظمة مؤيدة للفلسطينيين الاحتجاج.
في 14 أبريل، احتج مئات الأشخاص خارج قاعة المحكمة في بيرلينجتون، فيرمونت، أثناء جلسة استماع أوزتورك لدعمها. ولوح العديد منهم بالأعلام الفلسطينية وحملوا لافتات دعما لأوزتورك والطلاب المعتقلين الآخرين. تم تنظيم الاحتجاج من قبل تحالف فيرمونت لتحرير فلسطين وقاده متحدثون من منظمات أخرى مؤيدة للفلسطينيين في فيرمونت. صرح جيمس أومالي، أحد منظمي الاحتجاج، بأنه "من المهم للغاية" الاحتجاج من أجل ما يؤمنون به وأن اعتقال أوزتورك كان "غير عادل"، داعياً إلى إطلاق سراحها على الفور.

## أنظر أيضاً
- ترحيل النشطاء في رئاسة ترامب الثانية
- اعتقال محمود خليل
- اعتقال محسن المهداوي